# صادق ۱۲۵۷۲
سیارک ۱۲۵۷۲ (به انگلیسی: 12572 Sadegh، نامگذاری:1999NN8) دوازده هزار و پانصد و هفتاد و دومین سیارک کشف شده‌است که در ۱۳ ژوئیه ۱۹۹۹ کشف شد.
قدر مطلق سیارک برابر ۱۵.۵ است.